# Ma femme est une panthère
Pour plus de détails, voir Fiche technique et Distribution.
Ma femme est une panthère est un film français réalisé par Raymond Bailly, sorti en 1961.

## Synopsis
Une panthère serait la réincarnation de l'épouse d'un colonel décédé en Afrique, puis celle de la « future » d'un jeune homme. Une folie que certains partagent avant que le colonel ne vienne y mettre fin.

## Fiche technique
- Titre : Ma femme est une panthère
- Réalisation : Raymond Bailly
- Scénario : Gérard Carlier et Robert Vignon
- Photographie : Walter Wottitz
- Montage : Louis Devaivre
- Musique : Francis Lopez
- Société de production : UFA-Cormacico
- Pays d'origine :  France
- Langue : Français
- Tournage: 1960
- Format : Noir et blanc — 35 mm — 1,37:1 — Son : Mono
- Genre : Comédie et fantastique
- Durée : 85 min
- Date de sortie en salle le 7 septembre 1961.
- Affiche : Clément Hurel (France)

## Distribution
- Jean Richard : Roger
- Silvana Brasi : Catherine
- Jean Poiret : le psychiatre
- Michel Serrault : le boucher
- Jean-Max
- Marcel Lupovici
- Robert Rollis